# Henrik Falkenberg (1634–1691)
Henrik Falkenberg (af Trystorp), född den 10 mars 1634 i Stockholm, död där den 4 december 1691, var en svensk adelsman, politiker och ämbetsman. 

## Biografi
Henrik Falkenberg var son till Conrad Falkenberg och Catharina Bonde, bror till Gabriel Falkenberg samt far till Gabriel Henriksson Falkenberg. Efter en rad utländska resor i ungdomen anställdes han som kommissarie i reduktionskontoret. År 1664 utnämndes han till kammarråd. Åren 1676–1679 var Henrik Falkenberg landshövding i Älvsborgs län. Som ledamot av kammarkollegium blev han en av Magnus Gabriel De la Gardies svåraste motståndare och en ivrig förespråkare för ordning och sparsamhet. Han stödde också ständernas rätt att själva välja ledamöterna i alla utskott, och var en av förordnarna av fjärdepartsräfstens snara verkställande, och understödde de 1675 vidtagna åtgärderna för efterräkning och blev av Jöran Gyllenstiernas parti utsedd till lantmarskalk vid 1678 års riksdag. Han utmanövrerades dock från sin post av reduktionsfientliga krafter, och fick istället uppdrag att i Sveriges tyska besittningar understödja handel och näringar, som blivit drabbade av kriget. Hemkommen till Sverige höll han sig från vidare inblandning i partistriderna. Falkenberg började järnförädling på gården Skagersholm som hans far ursprungligen hade bildat i början av 1600-talet.

### Familj
Falkenberg gifte sig första gången med Maria Spanheim (död 1668), dotter till teologi doktorn Fredrik Wigandtsson Spanheim. De fick tillsammans studenten Gustaf Faleknberg (ddöd 1680) vid Uppsala universitet, överstelöjtnanten Henrik Falkenberg, Catharina Falkenberg och Charlotta Falkenberg (1667–1745) som var gift med generalen friherre Carl Gustaf Kruse af Kajbala.
Han gifte sig andra gången 1668 med friherrinnan Christina Maria Kruse af Kajbala (död 1727), dotter till generallöjtnanten och guvernören friherre Erik Kruse af Kajbala och Cahtarina Horn af Kanckas. De fick tillsammans barnen Conrad Falkenberg (född 1676), Eva Catharina Falkenberg (1680–1707) som var gift med fältmarskalken friherre Hugo Johan Hamilton af Hageby, landshövdingen  friherre Gabriel Falkenberg af Trystorp (1685–1756), Christina Maria Falkenberg (1686–1753) som var gift med riksrådet och överamiralen friherre Evert Didrik Taube af Odenkat och Gustaviana Falkenberg.